# Fiscalía de Georgia
La Fiscalía de Georgia (en georgiano: საქართველოს პროკურატურა, romanizado: sakartvelos p'rok'urat'ura) es una institución gubernamental en Georgia responsable del procesamiento oficial en los tribunales de todo el país.
Según lo define la Constitución de Georgia, enmendada en 2017 y 2018, la Fiscalía está dirigida por un Fiscal General (გენერალური პროკურორი), elegido por el Parlamento de Georgia para un mandato de 6 años. La candidatura del Fiscal General es nominada por el Consejo de Fiscales (საპროკურორო საბჭო), un organismo independiente que responde directamente al Parlamento y está integrado por el Ministro de Justicia, abogados, jueces y miembros del Parlamento según lo definido por la ley. El Consejo debe garantizar la independencia, transparencia y eficiencia del Ministerio Público.